# The Offords
The Offords est une paroisse civile du Cambridgeshire, en Angleterre.